# 光徳寺 (徳島市)
光徳寺（こうとくじ）は、徳島県徳島市不動東町に位置する寺院である。阿波西国三十三観音霊場4番札所。本尊は千手観音。宗派は真言宗大覚寺派。

## 概要・歴史
平城天皇の時代に建てられたと伝えられており、法相宗にして瑞勝寺と称していたとされているが、真言の高僧が住職として入り、千手観世音菩薩を彫刻し安置したことから光徳寺と改めた。その後、兵火のため焼失し衰廃したが、天文年中（1532年 - 1554年）に再建された。

## 前後の札所
阿波西国三十三観音霊場
3 福蔵寺 ---- 4 光徳寺 ---- 5 千光寺

## 交通
- JR徳島駅前より徳島市営バス不動行き「不動4丁目」下車、徒歩約5分。